# SOMP
SOMP (englisch Students Oxygen Measurement Project für Studentisches Sauerstoffmessprojekt) war ein Technologieerprobungs- und Amateurfunksatellit, der von Studierenden der Fachrichtungen  Luft- und Raumfahrttechnik, Mechatronik, Informatik, Energietechnik und Physik an der TU Dresden entwickelt wurde.
Die Professur für Raumfahrtsysteme (Leiter: Martin Tajmar) der Fakultät Maschinenwesen leitete das Projekt. Der Betrieb des Satelliten wird oder wurde vom Deutschen Amateur-Radio-Club, Ortsverband Saxonia Dresden, welcher die Bodenstation am Beruflichen Schulzentrum für Elektrotechnik Dresden betreibt, unterstützt.

## Aufbau und Nutzlast
Bei SOMP handelt es sich um einen Cubesat der Größe 1U. Die Hauptnutzlast besteht aus selbst entwickelten Sauerstoffsensoren, die die Eigenschaft des Sauerstoffs in ca. 600 km Höhe untersuchen sollten. Der Satellit verfügte über einen Bakensender auf 437,485 MHz mit dem Amateurfunkrufzeichen DP0TUD.

## Missionsverlauf
SOMP wurde am 19. April 2013 um 10:00 Uhr (UTC) von Baikonur aus zusammen mit dem Biosatelliten Bion-M1 und den fünf Kleinsatelliten OSSI 1, AIST 2, Beesat-2, Beesat-3 und Dove-2 mit einer Sojus-2.1a-Rakete gestartet. Die Kleinsatelliten verblieben zunächst an einer speziellen Halterung der Bion-M1-Kapsel und wurden erst später ausgesetzt. Nach dem Aussetzen gelang es nicht, eine Datenverbindung zum Satelliten aufzubauen. Die Amateurfunkbake war jedoch über Jahre in Betrieb. Der Satellit verglühte am 2. September 2023 in der Erdatmosphäre.